# Онлайн-игра
Онлайн-игра (от англ. online — на линии, на связи) — компьютерная игра, использующая постоянное соединение с Интернетом. В отличие от игры по сети (то есть сетевой игры), где соединение по интернету с одним или большим количеством игроков является дополнительной возможностью, онлайн-игры требуют постоянного подключения к интернету.

## История
История онлайн-игр началась во времена коммутируемых сетей в 1970-х годах. Первые подобные игры были текстовыми — в частности, MUD1, созданная в 1978 году. Изначально она была доступна только во внутренней сети, но в 1980 году её подключили в ARPANET. В следующем десятилетии начали появляться коммерческие игры; первой стала Islands of Kesmai — ролевая компьютерная игра, вышедшая в 1984 году. Также стали создаваться игры с бо́льшим упором на графику: в частности, экшен LINKS для MSX, вышедший в 1986 году, авиационный симулятор Air Warrior (1987) и Го для модема Famicom (1987).
Стремительное развитие сети Интернет в 90-е годы привело к появлению большого количества онлайн-игр: Nexus: The Kingdom of the Winds (1996), Quakeworld (1996), Ultima Online (1997), Lineage (1998), Starcraft (1998), Counter-Strike (1999) и EverQuest (1999). В игровые приставки также начали добавлять функции для игры по сети: модем Famicom (1987), Sega Meganet (1990), Satellaview (1995), SegaNet (2000), PlayStation 2 (2000) и Xbox (2001). С ростом скорости подключения стали появляться и новые жанры (например, игры для социальных сетей) и охватываться новые платформы (например, мобильные телефоны).
В 2000-х снижение стоимости серверов и подключения привело к распространению быстрого Интернета; это привело к появлению нового жанра — массовая многопользовательская онлайн-игра. Так, игра World of Warcraft, вышедшая в 2004 году, оставалась очень популярной на протяжении почти десятилетия. Создавались и другие подобные игры: Star Wars Galaxies, City of Heroes, Wildstar, Warhammer Online, Guild Wars 2 и Star Wars: The Old Republic, однако они не получили настолько большой популярности, как Warcraft.
Помимо этого, был придуман новый тип онлайн-игр MOBA, который стал набирать популярность после выхода в 2003 году пользовательской карты для Warcraft III под названием Defense of the Ancients. С появлением DotA, жанр MOBA начал активно развиваться и состоялись релизы таких игр как Heroes of Newerth (2009), League of Legends (2010) и Dota 2 (2013). Компания Blizzard Entertainment, владеющая правами на Warcraft, также выпустила собственную MOBA под названием Heroes of the Storm в 2015 году, в которой присутствовали только герои из других игр этой компании. К началу 2010-х годов жанр MOBA прочно закрепился в киберспорте.
В конце 2010-х годов с выходом PlayerUnknown's Battlegrounds (2017) большую популярность получил формат королевская битва. Это привело к появлению других подобных игр: Fortnite Battle Royale (2017) и Apex Legends (2019). Популярность данного жанра не угасла и в начале в 2020-х, когда была выпущена Call of Duty: Warzone (2020). При этом аудитория каждой игры составила миллионы активных игроков по всему миру.
К концу 2022 года ожидается, что доход игровой индустрии превысит
$170 млрд, что примерно в пять раз больше, чем выручка мировой индустрии кино.

## Демография
Предположение, согласно которому большинство аудитории онлайн-игр составляют мужчины, долгие годы оставалось достаточно точным. Однако, эта статистика начала меняться по крайней мере в 2010-х годах: мужская аудитория перестала доминировать в подобных играх. Хотя в целом игроков-мужчин всё ещё больше, чем игроков-женщин (соотношение 52/48), женская аудитория превалирует в некоторых онлайн-играх. Также, согласно исследованию 2019 года, средний возраст геймеров составляет 33 года.

## Разновидности

### Браузерные игры
Браузерные игры — категория онлайн-игр, в которых Web-браузер выступает либо в роли операционной оболочки для игр, позволяя играть в игру без установки на компьютере дополнительного ПО, либо служит контейнером для дополнительной виртуальной машины, которая непосредственно выполняет код игры (Java, Flash, Shockwave и аналогичные).
Игры данного типа чаще всего являются казуальными, что связано с ограничениями на размер. Кроме этого, браузерные игры пользуются популярностью у разработчиков азартных коммерческих игр, в частности интернет-казино, что обусловлено отсутствием процесса инсталляции игры на компьютер.
Примерами Web-ресурсов, специализирующихся на браузерных играх, являются Игры@Mail.ru, Gameforge.
Браузерные игры бывают как платными, так и бесплатными, а также условно-бесплатными. Как правило, они дают возможность играть бесплатно, но мотивируют игрока оплатить какие-либо внутриигровые услуги. Существуют игры, позволяющие обратно обменивать игровые валюты или баллы на реальные деньги.

### Клиентские игры
Другой большой группой являются игры, использующие программы-клиенты, написанные специально для этой игры или группы сходных игр. Условно к этой же группе можно отнести встроенные игры в некоторых программах, например, ICQ. Отдельно можно выделить IRC-игры с текстовым интерфейсом, реализуемые посредством IRC-бота. Также можно добавить так называемые MMORPG.
К таким играм относятся: Ultima Online, Ragnarök Online, Lineage 2, ArcheAge, World of Warcraft, EVE online, Perfect World, Aion. Из российских игр можно отметить: War Thunder, Аллоды Онлайн, Сфера.
Некоторые браузерные игры позволяют играть в них не с помощью браузера, а с помощью специализированного клиента. Пример такой игры — «Герои войны и денег».